# Meksyk na Mistrzostwach Świata w Lekkoatletyce 2017
Meksyk na Mistrzostwach Świata w Lekkoatletyce 2017 – reprezentacja Meksyku podczas mistrzostw świata w Londynie liczyła 15 zawodników, którzy zdobyli 1 medal.

## Zdobyte medale
| Medal  | Zawodnik                 | Konkurencja   | Rezultat | Data        |
| ------ | ------------------------ | ------------- | -------- | ----------- |
| srebro | María Guadalupe González | chód na 20 km | 1:26:19  | 13 sierpnia |

## Skład reprezentacji
Mężczyźni
| Zawodnik            | Konkurencja        | Eliminacje | Eliminacje | Półfinał | Półfinał | Finał    | Finał   |
| Zawodnik            | Konkurencja        | Rezultat   | Pozycja    | Rezultat | Pozycja  | Rezultat | Pozycja |
| ------------------- | ------------------ | ---------- | ---------- | -------- | -------- | -------- | ------- |
| Jesús Tonatiu López | bieg na 800 metrów | 1:46,71    | 22.        | NQ       | NQ       | NQ       | NQ      |
| Ricardo Ramos       | maraton            | —          | —          | —        | —        | 2:41,50  | 70.     |
| Pedro Daniel Gómez  | chód na 20 km      | —          | —          | —        | —        | 1:24:11  | 43.     |
| Eder Sánchez        | chód na 20 km      | —          | —          | —        | —        | DNF      | DNF     |
| Jesús Tadeo Vega    | chód na 20 km      | —          | —          | —        | —        | 1:23:10  | 35.     |
| Horacio Nava        | chód na 50 km      | —          | —          | —        | —        | 3:47:53  | 16.     |
| José Levyer Ojeda   | chód na 50 km      | —          | —          | —        | —        | 3:51:17  | 21.     |
| Omar Zepeda         | chód na 50 km      | —          | —          | —        | —        | DSQ      | DSQ     |

| Zawodnik        | Konkurencja | Kwalifikacje | Kwalifikacje | Finał | Finał   |
| Zawodnik        | Konkurencja | Wynik        | Pozycja      | Wynik | Pozycja |
| --------------- | ----------- | ------------ | ------------ | ----- | ------- |
| Edgar Rivera    | skok wzwyż  | 2,29         | 11. q        | 2,29  | 4.      |
| Alberto Álvarez | trójskok    | 16,48        | 20.          | NQ    | NQ      |
| Diego Del Real  | rzut młotem | 71,29        | 26.          | NQ    | NQ      |

Kobiety
| Zawodniczka              | Konkurencja           | Finał    | Finał   |
| Zawodniczka              | Konkurencja           | Rezultat | Pozycja |
| ------------------------ | --------------------- | -------- | ------- |
| Margarita Hernández      | bieg na 10 000 metrów | 33:06,53 | 29.     |
| María Guadalupe González | chód na 20 km         | 1:26:19  | srebro  |
| María Guadalupe Sánchez  | chód na 20 km         | DSQ      | DSQ     |

| Zawodniczka      | Konkurencja | Kwalifikacje | Kwalifikacje | Finał | Finał   |
| Zawodniczka      | Konkurencja | Wynik        | Pozycja      | Wynik | Pozycja |
| ---------------- | ----------- | ------------ | ------------ | ----- | ------- |
| Jessamyn Sauceda | skok w dal  | 5,61         | 29.          | NQ    | NQ      |